# Aloe parvula
Aloe parvula (A.Berger) es una especie de planta suculenta de la familia de los aloes. Es endémico de Madagascar en la Provincia de Fianarantsoa.

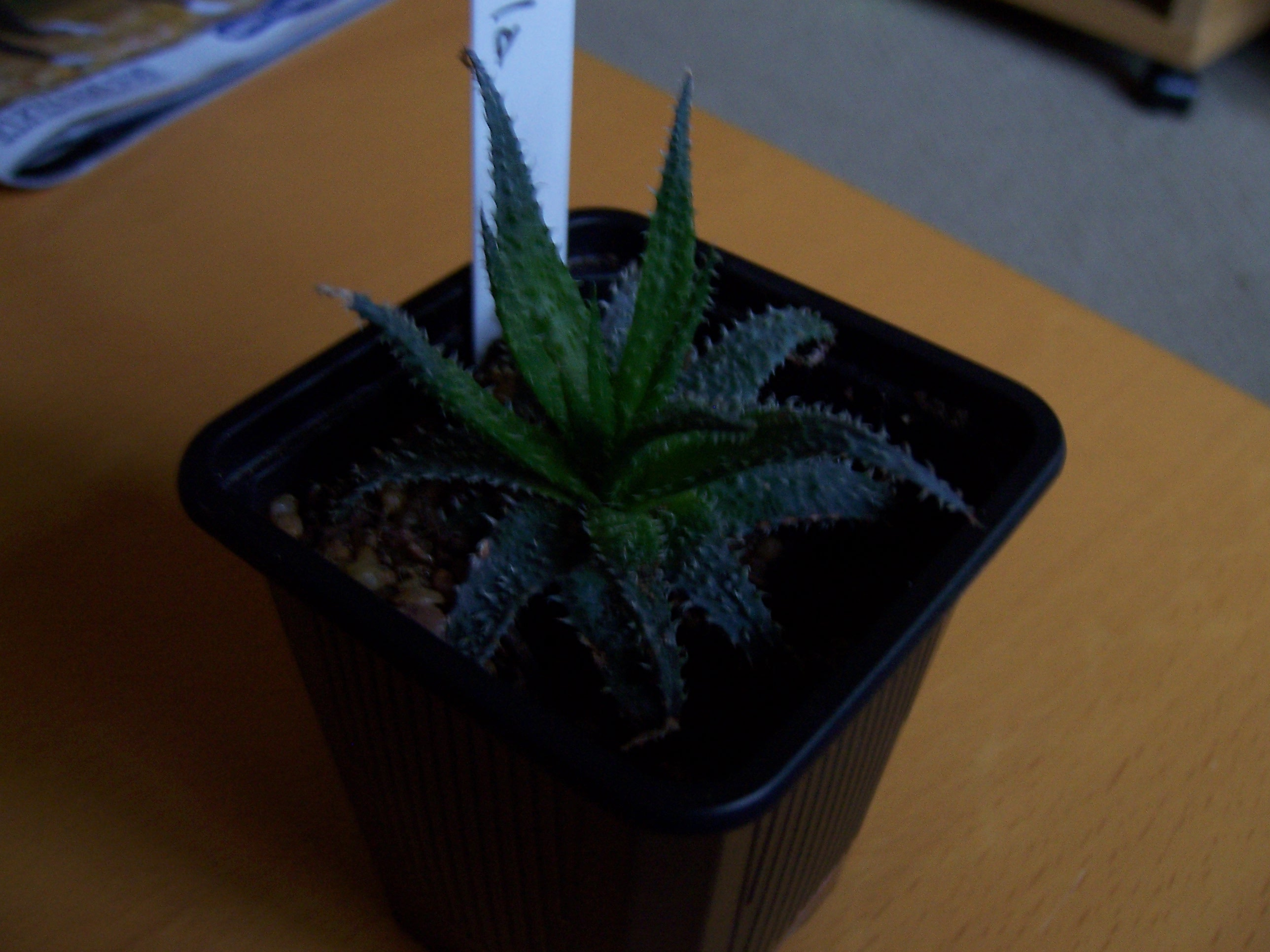
Detalle

## Descripción
Es una pequeña planta carnosa que tiene 10-20 cm de diámetro con hojas alargadas y estrechas, carnosas de color verde-azulado que se agrupan en una roseta. Las inflorescencias, son racimos cilíndricos con flores de color rosa-naranja que se producen en un tallo floral erecto que surge de la roseta.

## Taxonomía
Aloe parvula fue descrita por A.Berger y publicado en Das Pflanzenreich 33: 172, en el año 1908.
Etimología
Ver: Aloe
parvula: epíteto latino que signirifa "muy pequeña".
Sinonimia
- Aloe sempervivoides H.Perrier
- Lemeea parvula (A.Berger) P.V.Heath[5][2]